# Matigramma rubrosuffusa
Matigramma rubrosuffusa är en fjärilsart som beskrevs av Augustus Radcliffe Grote 1882. Matigramma rubrosuffusa ingår i släktet Matigramma och familjen nattflyn. Inga underarter finns listade i Catalogue of Life.